# Iwami (provincia)

Mappa delle province giapponesi con la provincia di Iwami evidenziata

Iwami (石見国; Iwami no kuni) fu una provincia del Giappone nell'area che corrisponde all'odierna prefettura di Shimane. Wakasa confinava con le province di Bingo, Aki, Izumo e con la provincia di Suo. Capitale della provincia era Hamada.